# Audan Mojynqum
Der Audan Mojynqum (kasachisch Мойынқұм ауданы Mojynqum audany, russisch Мойынкумский район Mojynkumski rajon) ist ein Bezirk im Gebiet Schambyl in Kasachstan.

## Geografie
Der Mojynqum audany befindet sich im Gebiet Schambyl im Süden des Landes. Er grenzt im Norden an das Gebiet Qaraghandy, im Osten an das Gebiet Almaty und im Westen an den Audan Saryssu. Im Süden grenzt er an den Audan Talas, den Audan Baisaq, den Audan Turar Rysqulow, den Audan Merki und den Audan Schu. Mit einer Fläche von über 50.000 Quadratmetern umfasst der Bezirk in etwa 35 Prozent des Gebietes Schambyl und gehört zu den flächenmäßig größten Bezirken Kasachstans.
Ein Großteil des Bezirks ist flach und von Wüste oder wüstenähnlichen Regionen bedeckt. Im Norden des Bezirks erstreckt sich die Hungersteppe, auch Betpaqdala genannt. Diese ist eine steppenartige Halbwüste. Im Südosten durchfließt der Schu die Gegend, der die Betpaqdala von der weiter südlich gelegenen Wüste Mujunkum trennt. Im Nordosten des Mojynqum audany liegt der Balchaschsee, der zu den größten Seen der Welt gehört. Von Südosten her bis in den Norden des Bezirks durchzieht das Schu-Ili-Gebirge den Bezirk.

## Geschichte
Der Bezirk wurde am 31. Dezember 1964 auf Beschluss des Präsidiums des Obersten Sowjets der Kasachischen SSR gegründet. Der Ort Furmanowka wurde als Verwaltungszentrum bestimmt. Der neu geschaffene Bezirk hatte damals eine Fläche von über 72.000 Quadratkilometern, wodurch er etwa die Hälfte der gesamten Oblast Dschambul einnahm. Das Hauptziel des Bezirks war es, den Unterlauf des Flusses Tschüi und die Möglichkeiten der Wüste Betpaqdala zu nutzen, um die Region zu entwickeln; dazu gehörte besonders die Schafzucht.

## Bevölkerung
Bei der Volkszählung 1999 hatte der Audan Mojynqum 34.552 Einwohner. Die Volkszählung 2009 ergab für den Bezirk eine Einwohnerzahl von 31.347. Bei der letzten Volkszählung 2021 lebten 28.752 Menschen im Audan Mojynqum. Die Fortschreibung der Bevölkerungszahl ergab zum 1. Januar 2025 eine Einwohnerzahl von 27.940.
| Einwohnerentwicklung               | Einwohnerentwicklung | Einwohnerentwicklung | Einwohnerentwicklung | Einwohnerentwicklung | Einwohnerentwicklung | Einwohnerentwicklung |
| 1970                               | 1979                 | 1989                 | 1999                 | 2009                 | 2021                 |                      |
| ---------------------------------- | -------------------- | -------------------- | -------------------- | -------------------- | -------------------- | -------------------- |
| 46.307                             | 47.567               | 46.471               | 34.552               | 31.347               | 28.752               |                      |
| Anmerkung: Volkszählungsergebnisse |                      |                      |                      |                      |                      |                      |

## Verwaltungsgliederung
Der Audan Mojynqum ist in 16 ländliche Bezirke (kasachisch Ауылдық округ Auyldyq okrug; russisch Сельский округ Selski okrug) gegliedert (Stand: 2009).
| Ländlicher Kreis | Einwohner | Einwohner | Orte                                       |
| Ländlicher Kreis | 1999      | 2009      | Orte                                       |
| ---------------- | --------- | --------- | ------------------------------------------ |
| Mojynqum         | 8.739     | 8.463     | Mojynqum                                   |
| Aqbaqai          | 1.163     | 1.473     | Aqbaqai                                    |
| Aqsüjek          | 1.564     | 1.231     | Aqsüjek                                    |
| Binasar          | 1.300     | 1.377     | Binasar                                    |
| Birlik           | 3.588     | 3.157     | Birlik                                     |
| Schambyl         | 1.268     | 1.234     | Schambyl                                   |
| Qaraböget        | 1.989     | 1.603     | Aral, Baital, Qaraböget, Qumösek, Saryösek |
| Kenges           | 1.996     | 1.907     | Kenges                                     |
| Qysyltal         | 1.790     | 1.271     | Nasarbekow Aitbai, Qysyltal                |
| Qylyschbai       | 1.076     | 919       | Qylyschbai Jerschanuly                     |
| Mirny            | 2.054     | 864       | GRE 21, Mirny                              |
| Qysylotau        | 560       | 576       | Küschaman                                  |
| Myngaral         | 1.339     | 1.539     | Myngaral, Myngaral, Qaschqantengis         |
| Ulanbel          | 1.761     | 1.120     | Kischi Qamqaly, Ulanbel                    |
| Chantau          | 1.551     | 1.560     | Chantau, Kijaqty, Schideli                 |
| Schyghanaq       | 2.814     | 3.053     | Buyrylbaital, Buyrylbaital, Schyghanaq     |